# Політика сили
Політика сили — це теорія використання сили в міжнародних відносинах, яка стверджує, що розподіл влади та національних інтересів або зміни в цьому розподілі є основними причинами війн та стійкості системи.
Основна концепція політики сили забезпечує спосіб розуміння систем міжнародних відносин: з цієї точки зору, держави конкурують за обмежені ресурси світу, і для окремої держави вигідно мати неприховану першість і здатність завдавати шкоди іншим. Політика з використанням сили надає перевагу національним інтересам над інтересами інших націй або міжнародної спільноти загалом, і, отже, може включати погрози один одному військовою, економічною чи політичною агресією для захисту власних інтересів однієї нації.

## Методи
У методи силової політики входять:
- Теорія стримування, згідно з якою слабша держава обмежує атаку шляхом посилення своїх оборонних можливостей настільки, щоб зробити атаку неможливою
- Помітні розробки зброї (включаючи ядерну розробку)
- Попереджувальні удари
- Шантаж або погрози
- Вбивства іноземних політичних чи військових лідерів
- Скупчення військових частин на кордоні для розміщення чи навчань
- Введення тарифів або економічних санкцій (можливо, для початку торговельної війни)
- Проксі-війна (посередницька війна)
- Приманка, кровотеча та тактика «кровопускання».
- Жорсткий і м'який баланс
- Передача протилежної сторони, коли держава намагається змусити іншу державу протистояти загрозі, щоб зберегти свої власні можливості та, можливо, втрутитися пізніше
- Використання шпигунства для підриву можливостей іншої держави зсередини
- Приховані та таємні військові операції, під час яких держави приховують свою роль в операції або проводять операцію таємно, відповідно
- Шок і страх, коли держава використовує реальну (або іграшну) демонстрацію сили, щоб стримати потенційну атаку
- Асиметрична війна, в якій держава використовує нетрадиційні методи ведення війни, щоб використовувати слабкі сторони іншої країни.
- Пропаганда, у якій держава або її органи використовують несприятливу неточну інформацію, щоб послабити репутацію іншого.

### Machtpolitik
Machtpolitik це німецька версія політики сили. Вона оспівує ідею конфлікту між націями, як засобу утвердження національної волі та зміцнення держави. Ця ідея певною мірою пов'язана з «реальною політикою», але вона конкретно визнає, що Німецька імперія була створена завдяки застосуванню сили прусськими військовими та дипломатією Отто фон Бісмарка. Machtpolitik також відображає романтичний погляд на військові чесноти та віру в те, що міжнародні конфлікти мають моральну мету. Наприклад, Гельмут фон Мольтке Старший, який відіграв важливу роль у перемогах Пруссії над Данією, Австрією та Францією, одного разу висловив настрої Machtpolitik, сказавши, що «війна є частиною божественного порядку світу». Ця концепція також пов'язана з мілітаризмом і соціал-дарвінізмом .

## Циклічні теорії силової політики

### Джордж Модельскі
Джордж Модельскі визначає глобальний порядок як «мережу управління, зосереджену на провідному підрозділі та претендентах на лідерство, які (здійснюють) колективні дії на глобальному рівні». Система має бути нібито циклічна. Тривалість кожного циклу становить близько 100 років, і кожен раз з'являється нова гегемонська сила:
1. Португалія 1492—1580; в епоху Великих географічних відкриттів;
2. Нідерланди 1580—1688; починаючи з Вісімдесятилітньої війни 1579—1588 рр;
3. Сполучене Королівство (1) 1688—1792; починаючи з воєн Людовіка XVI;
4. Велика Британія (2) 1792—1914; починаючи з Французької революції та наполеонівських війн
5. Сполучені Штати з 1914 по (передбачуваний) 2030; починаючи з Першої та Другої світових війн .
Кожен цикл має чотири фази:
1. Глобальна війна, у якій а) беруть участь майже всі світові сили, б) є «типово морською» в) спричинена збоями в системи, г) є надзвичайно смертоносною, д) призводить до появи нового глобального лідера, здатного вирішення глобальних проблем. Війна — це «процес прийняття рішень», аналогічний національним виборам. Тридцятилітня війна, хоч і тривала й руйнівна, не була «глобальною війною»
2. Світова влада, яка триває «приблизно одне покоління». Нова чинна влада «визначає пріоритети глобальних проблем», мобілізує коаліцію, є рішучою та інноваційною. Домодерні спільноти стають залежними від влади-гегемона
3. Делегітимація. Ця фаза може тривати 20–27 років; гегемонічна влада хитається, оскільки суперницькі сили запроваджують нову націоналістичну політику.
4. Деконцентрація. Здатність гегемонії вирішувати проблеми падає. Він поступається багатополярному порядку ворогуючих суперників. Досучасні спільноти стають менш залежними. З'являється претендент (послідовно Іспанія, Франція, Франція, Німеччина, СРСР) і починається нова глобальна війна.
Нації-гегемони, як правило, мають: «острівну географію»; стабільне, відкрите суспільство; сильну економіку; стратегічні організації та сильні політичні партії. Навпаки, країни-«претенденти» мають: закриті системи; абсолютних правителі; внутрішню нестабільність; і континентальні географічне розташування.
Цей тривалий цикл є повторюваноним, але також еволюційним. За словами Модельскі, він виник приблизно в 1493 році через а) занепад військово-морської могутності Венеції, б) відмову Китаю від морських розвідок і в) відкриття морських шляхів до Індії та Америки. Він розвивався паралельно з ростом національної держави, політичних партій, командування морем і «залежністю домодерних спільнот». Система має недоліки, їй бракує узгодженості, солідарності та спроможності подолати розкол між північчю та півднем . Модельскі припускає, що деконцентрація США може бути замінена силою, яка базується в «тихоокеанському регіоні» або явною коаліцією націй, оскільки «терміново потрібна співпраця щодо ядерної зброї».
Модельскі «відкидає ідею, що міжнародні відносини є анархічними». Його дослідження, проведене під впливом Іммануеля Валлерстайна, «вимірювалося десятиліттями… велике досягнення», — каже Пітер Дж. Тейлор

### Джошуа С. Гольдштейн
Ґольдштейн у 1988 році встановив «цикл гегемонії» тривалістю 150 років, причому чотири гегемонії з 1494 року:
1. Габсбурзька Іспанія, 1494—1648; закінчився Тридцятилітньою війною, в якій сама Іспанія була «суперником»; Вестфальський договір і початки національної держави.
2. Нідерланди, 1648—1815; закінчився викликом з боку Франції революційної та наполеонівської воєн, Віденського договору та впровадження системи конгресів
3. Велика Британія, 1815—1945; закінчився викликом Німеччини у двох світових війнах і післявоєнним врегулюванням, включаючи Світовий банк, МВФ, ГАТТ, ООН і НАТО
4. США, з 1945 р.
Ґолдштейн припускає, що гегемонії США «у невизначений час» можуть кинути виклик. Китай («найкраще підходить»), Західна Європа, Японія чи (написано в 1988 році) СРСР можуть стати причиною припинення домінування Штатів. Ситуація є нестабільною через продовження політики влади Макіавеллізму та розміщення ядерної зброї. Вибір стоїть між «глобальним співробітництвом або глобальним самогубством». Таким чином може настати «кінець самій гегемонії».
Ґолдштейн припускає, що венеціанська гегемонія, передана Іспанії в 1494 році, могла початися в 1350 році.